# Риу-Мария

Риу-Мария на карте штата.

Риу-Мария (порт. Rio Maria) — муниципалитет в Бразилии, входит в штат Пара. Составная часть мезорегиона Юго-восток штата Пара. Входит в экономико-статистический микрорегион Реденсан. Население составляет 17 697 человек на 2010 год. Занимает площадь 4114,610 км². Плотность населения — 4,3 чел./км².
Праздник города — 13 мая. 

## История
Город основан в 1981 году.

## Демография
Согласно сведениям, собранным в ходе переписи 2010 г. Национальным институтом географии и статистики (IBGE), население муниципалитета составляет:
| Полное население                               | Полное население                               | Полное население                               | Полное население                               | 17 697 |
| ---------------------------------------------- | ---------------------------------------------- | ---------------------------------------------- | ---------------------------------------------- | ------ |
| в том числе:                                   | Городское население                            | 13 512                                         | Процент городского населения, %                | 76,35  |
|                                                | Сельское население                             | 4185                                           | Процент сельского населения, %                 | 23,65  |
|                                                | Мужское население                              | 9161                                           | Процент мужского населения, %                  | 51,77  |
|                                                | Женское население                              | 8536                                           | Процент женского населения, %                  | 48,23  |
| Плотность населения, чел/км²                   | Плотность населения, чел/км²                   | Плотность населения, чел/км²                   | Плотность населения, чел/км²                   | 4,30   |
| Население муниципалитета в % к населению штата | Население муниципалитета в % к населению штата | Население муниципалитета в % к населению штата | Население муниципалитета в % к населению штата | 0,23   |

По данным оценки 2015 года, население муниципалитета составляет 17 738 жителей.

## Статистика
- Валовой внутренний продукт на 2003 год составляет 107 256 580,00 реалов (данные: Бразильский институт географии и статистики).
- Валовой внутренний продукт на душу населения на 2003 год составляет 7726,86 реалов (данные: Бразильский институт географии и статистики).
- Индекс развития человеческого потенциала на 2000 год составляет 0,718 (данные: Программа развития ООН).

## Важнейшие населенные пункты
| № | Населённый пункт | Населённый пункт (порт.) | Категория | Население чел. (2010) | На карте                       |
| - | ---------------- | ------------------------ | --------- | --------------------- | ------------------------------ |
| 1 | Риу-Мария        | Rio Maria                | город     | 13 512                | 7°18′52″ ю. ш. 50°02′50″ з. д. |
| 2 | Бетел            | Betel                    | поселок   | 189                   | 7°15′59″ ю. ш. 49°37′18″ з. д. |